# Andrew W. Loomis
Andrew W. Loomis (Lebanon (Connecticut), 27 juin 1797 - Cumberland (Maryland), 24 août 1873) est un homme politique et avocat américain.